# Bonifacio Bembo

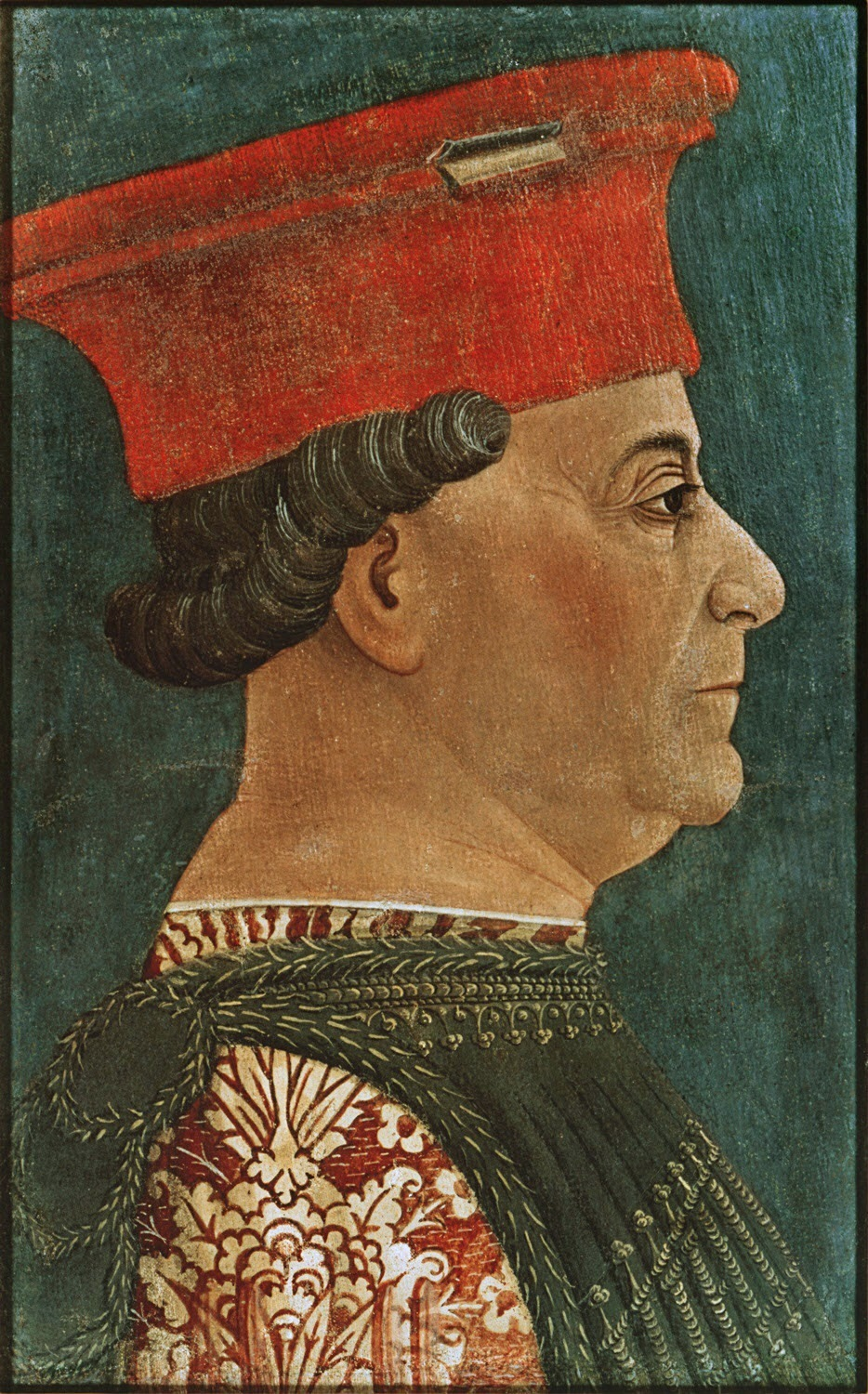
Retrato de Francesco I Sforza, obra de Bonifacio Bembo.

Bonifacio Bembo (activo entre 1447 y 1477) fue un pintor y miniaturista italiano.
Nacido en Brescia y educado en el estilo gótico practicado por su padre Giovanni, también pintor como su hermano Benedetto, no tardó en ser atraído hacia los modos renacentistas. Después de entrar en contacto con Giorgios Gemistos Plethon absorbió el idealismo neoplatónico, manifiesto en el simbolismo de sus famosas cartas de tarot pintadas para el duque de Milán Filippo Maria Visconti en 1442.
Trabajó principalmente para los duques de Milán gracias a los cuales pudo desarrollar una intensa actividad artística en Pavía y en particular en el colegio Castiglioni Brugnatelli
Entre sus obras se encuentran los frescos de la iglesia de Sant'Agostino de Cremona y los retratos de Francesco I Sforza y de su esposa Bianca Maria Visconti (ambos de 1462), y que se encuentran en la Pinacoteca de Brera, Milán. También las 289 ilustraciones del Codice Palatino 556 en las que están comprendidas la Historia de Tristán y Lanzarote.